# Тільки вірні ходи
«Тільки вірні ходи» англ. All the Right Moves) — американська молодіжна спортивна драма 1983 року режисера Майкла Чепмена.

## Сюжет
Стефан Джорджевич, талановитий гравець-захисник шкільної футбольної команди «Dogs» із депресивного маленького містечка Ампіпе в Західній Пенсільванії, з дитинства займається спортом і мріє отримати футбольну стипендію коледжу, щоб вирватися з замкненого кола роботи на сталеливарному комбінаті American Pipe & Steel, на якому працювали його дідусь-сербський емігрант, батько та брат Грег. Його шанси вступити до коледжу залежать від успішної гри в останніх іграх сезону, особливо проти непереможної команди з Волнат-Гайтс. Але команда програє супернику, ведучи в рахунку за лічені секунди до завершення матчу. В роздягальні тренер Верн Нікерсон звинувачує в поразці Вінні Сальвуччі, який втратив м'яч, але Стеф захищає товариша і звинувачує в помилці тренера. Той виганяє захисника з команди перед останньою грою сезону і дає нищівні характеристики Стефа коледжам, які ним цікавляться.
Стеф переживає відлучення від футболу завдяки любові своєї дівчини Лізи Літцке та міцному зв’язку з товаришами по команді. Йому доводиться замість вступу до коледжу влаштуватися на роботу в сталеливарному комбінаті. Але завдяки Лізі, яка, хоч і розуміє, що в разі вступу Стефа до коледжу вони скоріше за все розстануться, робить усе можливе, щоб допомогти йому порозумітися з тренером і визнати взаємні помилки, тренер Нікерсон, який сам отримав нову роботу в університеті, запрошує Стефа до своєї нової команди.

## У ролях
| Актор         | Роль                 |
| ------------- | -------------------- |
| Том Круз      | Стефан Джорджевич    |
| Крейг Нельсон | тренер Верн Нікерсон |
| Ліа Томпсон   | Ліза Літцке          |
| Кріс Пенн     | Браян Райлі          |
| Чарльз Чоффі  | Поп                  |
| Гері Грем     | Грег Джорджевич      |
| Пол Карафотес | Вінні Сальвуччі      |
| Сенді Фейсон  | Сюзі Нікерсон        |
| Леон Робінсон | Остін Вільямс        |
| Террі О'Квінн | Фрімен Сміт          |

## Критика
На Rotten Tomatoes фільм отримав оцінку 61% на основі 23 відгуків від критиків і 39% від більш ніж 10 000 глядачів.